# Park Niwka w Sosnowcu
Park Niwka lub Park przy ul. Wojska Polskiego czasami też nazwany Park Kalinowa przez sąsiedztwo tej ulicy – teren zielony z pokryty wielogatunkowym drzewostanem, położony w dzielnicy Dańdówka w Sosnowcu u zbiegu ulic Kalinowej i Wojska Polskiego.
Teren o powierzchni 5,4 ha uznawany jest za park gminny i obejmuje działki nr: 624/4, 624/3, 483/2 oraz część działek nr: 483/1, 624/1 obręb geodezyjny 0012 Sosnowiec. Teren parku gminnego od zachodu pokrywa się z obszarem zadrzewionym do ul. Wojska Polskiego i od północy z odnogą ulicy Kalinowej; Od wschodniej i południowej granicę wytyczają granice działek. Park zlokalizowany jest w tzw. Lasku rozciągającym się niemal w całości na terenach pogórniczych od ulicy Kopalnianej do Osiedla Kalinowa i sąsiednich ogrodów działkowych. Większa część Parku zlokalizowana jest w dawnej odkrywce węgla kamiennego, który eksploatowany był tutaj w okresie międzywojennym.
Na obszarze parku funkcjonuje Pływalnia Letnia przy ul. Wojska Polskiego 181, prowadzona przez MOSiR Sosnowiec oraz Fitnes Park. Oprócz wspomnianej pływalni infrastrukturę parku uzupełnia plac zabaw dla dzieci.
Obszar w części południowej i centralnej pokryty jest roślinnością ruderalną i synantropijną, z przewagą w piętrze wyższym samosiewów brzozy brodawkowatej, robinii białej, topoli balsamicznej.
W sąsiedztwie znajdują się pozostałości po działalności kopalni: nasypy kolejowe, wiadukty kolejowe czy ruiny budynków prochowni górniczych.